# Leonor Farlow Espinoza
Leonor Farlow Espinoza (Baja California, México, 10 de septiembre de 1938) es una escritora, artesana, promotora cultural y profesora kiliwa reconocida en 2018 Premio Nacional de Artes y Literatura. Su obra literaria es parte de la literatura didáctica y mantiene una identidad propia de la localidad bajacaliforniana de Arroyo de León, Ensenada. Es defensora de las lenguas minoritarias de México (enfocándose en particular a las lenguas yumanas), desde 1995 ha colaborado en proyectos relacionados con el rescate y enseñanza de la cultura y lengua kiliwa.

## Biografía
Nació en 1938 en la localidad de Arroyo de León, del municipio de Ensenada en Baja California. Creció en la Sierra San Pedro Mártir, su padre fue un nativo Texano, cheroqui llamado Thomas Farldow y su madre era Josefa Espinoza Cañedo, kiliwa, Ensenada, México. Es Madre de Beatriz Haros Farlow
En 2018 fue reconocida por su labor social, de investigación y gestión cultural para preservar y difundir las tradiciones del pueblo Kiliwa en Baja California, con el Premio Nacional de Artes y Literatura 2018.
Sus conocimientos ancestrales transmitidos durante generaciones han sido fundamentales para identificar numerosas especies de flora y fauna de la región ha participado en distintas investigaciones de índole social y antropológico.

## Premios
Premio Nacional de Artes y Literatura 2018. en el campo de Artes y Tradiciones Populares

## Obra

### Algunas publicaciones
- Ciencias, tecnologías y narrativas de las culturas indígenas y migrantes: Seres vivos y astronomía desde los conocimientos de los pueblos originarios (2016, Dirección General de Educación Indígena)[9]
- Texto explicativo de la Constitución Política de los Estados Unidos Mexicanos (2017)[10]
- Diccionario español-kiliwa (2006, Conaculta/Secretaría de Cultura de Baja California)[11]
- Cantos, cuentos y juegos indígenas de Baja California: compilación (2001, Sistema Educativo Estatal)[12]